# Synagelides yunnan
Synagelides yunnan là một loài nhện trong họ Salticidae.
Loài này thuộc chi Synagelides. Synagelides yunnan được Da-xiang Song & Zhu miêu tả năm 1998.